# Narichona
Narichona là một chi bọ cánh cứng trong họ Chrysomelidae.
Chi này được miêu tả khoa học năm 1883 bởi Kirsch.

## Các loài
Các loài trong chi này gồm:
- Narichona haroldi (Kirsch, 1883)
- Narichona weyrauchi Bechyne, 1958